# Novosolone, Novomîkolaiivka
Novosolone (în ucraineană Новосолоне) este un sat în comuna Pidhirne din raionul Novomîkolaiivka, regiunea Zaporijjea, Ucraina.

## Demografie
Componența lingvistică a localității Novosolone
     Ucraineană (97,66%)
     Rusă (2,34%)
Conform recensământului din 2001, majoritatea populației localității Novosolone era vorbitoare de ucraineană (97,66%), existând în minoritate și vorbitori de rusă (2,34%).